# Invitel
Az Invitel a magyar tele- és infokommunikációs piac egyik meghatározó szereplője volt. Az Invitel – jogelőd vállalatai révén – 1995 óta működött Magyarországon. A cégcsoport 2003 óta használta az Invitel elnevezést. A távközlési cég lakossági és üzleti ügyfelek, valamint nagykereskedelmi partnerek számára egyaránt nyújtott szolgáltatásokat.

## Történet
Az Invitel több telekommunikációs, informatikai és kábeltelevíziós szolgáltató vállalat egybeolvadása után nyerte el formáját. A vállalat 2003-tól 2022-ig volt jelen a magyar piacon Invitel néven.
1995 és 2001 között az Invitel jogelődeinek számító Digitel 2002, Déltáv, Jásztel és UTI vállalatok koncessziós társaságokként működtek.
2001-ben fenti társaságok felvásárlásával megalakult a francia tulajdonú Vivendi cégcsoport. Az egységesített cégcsoport ekkor vette fel a Vivendi Telecom Hungary nevet.
2003-ban a cégcsoport Invitel néven működött tovább és Invitel márkanév alatt egységesítette termékeit és szolgáltatásait.
2006-ban az Invitel megvásárolta az Euroweb Zrt.-t és az Euroweb Romania S.A.-t.
2007-ben a cégcsoportot a HTCC-csoport (Tele Denmark) vásárolta fel. A Hungarotel Zrt, a PanTel Kft., a HTCC Kft. beolvadt az Invitelbe. Ugyanezen évben az Invitel megvásárolta a Tele2 Kft.-t. A cég 2008 óta Invitel Telekom Kft. néven folytatta tevékenységét.
2009-ben a Mid Europa Partners (MEP) megkezdte az Invitel részvényeinek felvásárlását.
2010-ben az Invitel a MEP többségi tulajdonába került.
2010-ben az Invitel nemzetközi nagykereskedelmi üzletágát és a cégcsoport külföldi leányvállalatait megvásárolta a Turk Telecom.
2011-ben az Invitel megvásárolta a FiberNet cégcsoportot. A FiberNet társaságok beolvadtak az Invitelbe.
2013-ban a távközlési iparágban szokásos gyakorlattal összhangban az Invitelt 100%-ban közvetlenül tulajdonló anyavállalat – a Magyar Telecom B.V. (Matel) – 2004-től kezdődően, az Invitel cégcsoport finanszírozása érdekében kötvényeket bocsátott ki és refinanszírozott a luxemburgi tőzsdén. 2013-ban a Matel a cégcsoport tőkeszerkezetét átalakította azzal a céllal, hogy annak optimális működéséhez szükséges, hosszú távon is fenntartható finanszírozási struktúrát alakítson ki.
2016. júliustól két főbb, önálló jogi személlyé alakult át az Invitel Távközlési Zrt. Új néven, de változatlan menedzsmenttel és tulajdonosi háttérrel működött a továbbiakban a vállalati és nagykereskedelmi üzletág (Invitech ICT Services Kft.), valamint a lakossági és kisvállalati üzletág (Invitel Távközlési Zrt.).
2017 elején a MEP eladta többségi tulajdonrészét a China-CEE Fund magántőkealapnak.
2017 júliusában bejelentették, hogy a DIGI Távközlési és Szolgáltató Kft. felvásárolja az Invitel részvényeit. 2018 májusában a GVH jóváhagyta a felvásárlást, ettől kezdve a Digi felsővezetésének irányításával működik a cég. 2023. január 1-én beolvadt az anyacégbe, az ügyfeleket a Digi vette át.

## Tevékenység

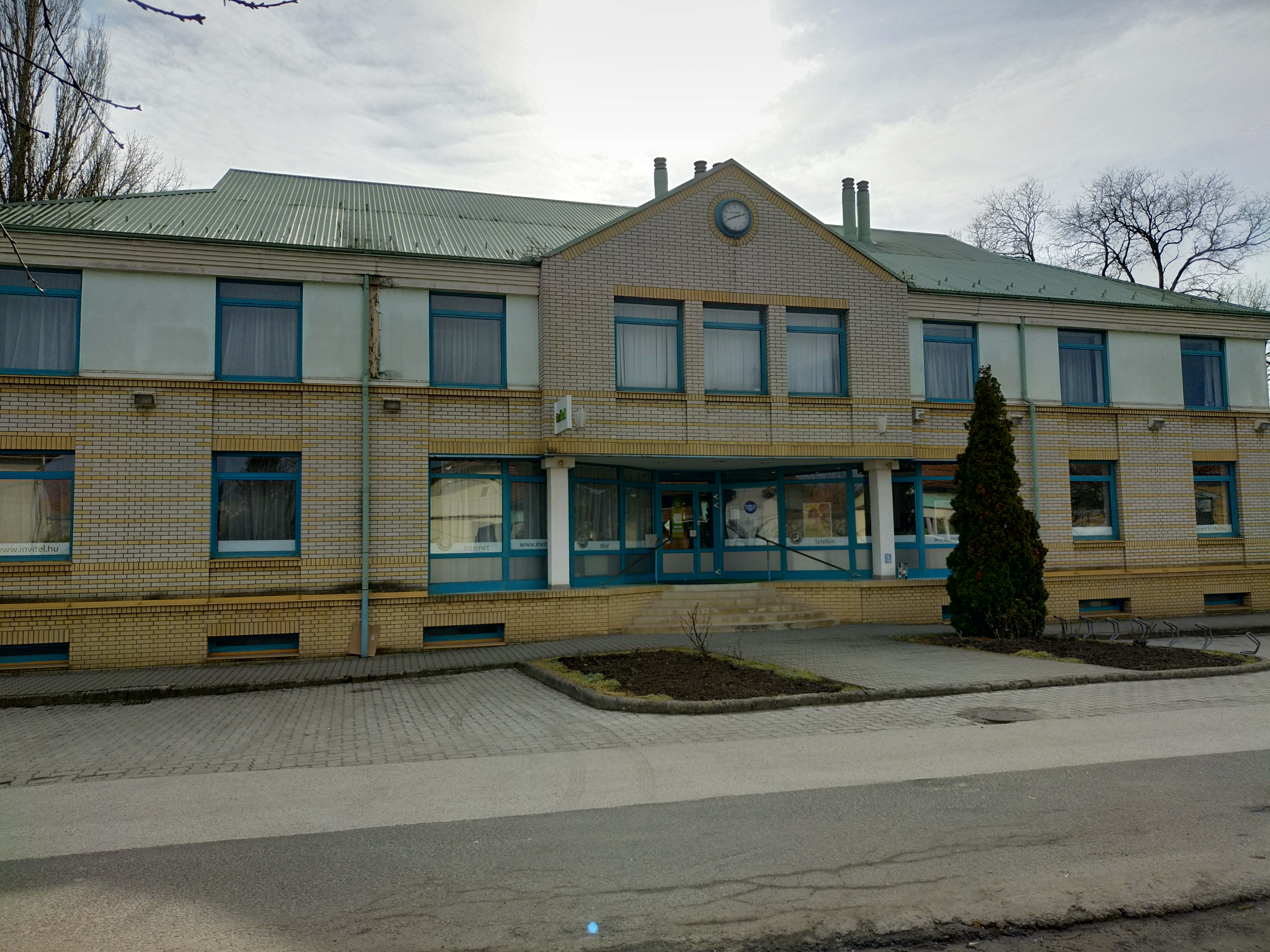
Jászberényi fiók 2020-ban

Az Invitel fő tevékenysége a vezetékes távközlési és széles sávú internet szolgáltatás volt. A vállalat közel 600 ezer ügyféllel rendelkezett.
Az Invitel a következő 14 körzetben volt a helyi (inkumbens) telefonszolgáltató:
- 24 (Szigetszentmiklós)
- 25 (Dunaújváros)
- 27 (Vác)
- 28 (Gödöllő)
- 32 (Salgótarján)
- 33 (Esztergom)
- 57 (Jászberény)
- 62 (Szeged)
- 63 (Szentes)
- 66 (Békéscsaba)
- 68 (Orosháza)
- 88 (Veszprém)
- 89 (Pápa)
- 95 (Sárvár)

A Nemzeti Média- és Hírközlési Hatóság 2013-as gyorsjelentése alapján az Invitel piaci részesedése a teljes (becsült) piacon:
| Szolgáltatás                                                       | Piaci részesedés |
| ------------------------------------------------------------------ | ---------------- |
| vezetékes hangszolgáltatás                                         | 13%              |
| széles sávú internet-hozzáférés (valamennyi vezetékes technológia) | 9,7%             |

Az Invitel az ország egyik legnagyobb üzleti informatikai- és telekommunikációs szolgáltatója volt. A cég ügyfelei közé tartozott többek között a Hungaroring Sport Zrt. vagy a Magyar Nemzeti Bank. A szolgáltató teljes vállalati portfóliójában 20 ezer ügyfelet szolgált ki. Részesedése a hazai üzleti infokommunikációs piacon 34%, a nagyvállalatok körében 42% 2012-es adatok szerint.
Az Invitel több ezer km hosszúságú, saját tulajdonú optikai gerinchálózattal rendelkezett.
Az Invitel cégcsoporton belül működő Invitel Technocom Kft. számos államigazgatási és kormányzati intézmény, szervezet (például KEKKH) mellett többek között a MOL NyRt. és a MOL vállalatcsoport valamint a Földgázszállító Zrt. szolgáltató partnere volt. Hírközlési szolgáltatásainak egyedi kombinációja az intézmények speciális igényeit is képes volt kielégíteni, ügyfélköre folyamatosan bővült.

## Szolgáltatások

### Lakossági szolgáltatások

#### Telefon
- Vezetékes telefonszolgáltatás kiegészítő csomagokkal: hagyományos, vezetékes telefonszolgáltatás.
- Kábel telefon: kábelhálózaton keresztül elérhető telefonszolgáltatás.
- Digitális telefon: kétcsatornás adatátvitelre képes telefonkapcsolat (így akár egyszerre két telefonbeszélgetés is lefolytatható).

#### Internet
- ADSL internet: hagyományos telefonhálózaton keresztül biztosított internetkapcsolat.
- Kábelnet: a kábeltelevíziós hálózaton keresztül biztosított, korlátlan, széles sávú internetkapcsolat.
- Optikai hálózaton keresztül nyújtott internet (VDSL, FTTx): üvegszálas kábelen keresztül biztosított internetszolgáltatás, amely különösen gyors adattovábbítást tesz lehetővé.
- Mobilinternet: vezeték nélkül, mobilhálózaton keresztül biztosított internetkapcsolat.[11]

#### Televízió
- IPTV: Invitel telefonvonalon, ADSL és üvegszálas technológián keresztül nyújtott, hagyományos tévékészülékeken fogható, interaktív tévészolgáltatás, amely segítségével számos csatorna HD minőségben is elérhető.[12]
- Kábeltévé: kábelhálózaton igénybe vehető, analóg vagy digitális televízió szolgáltatás, amely nagy felbontású, HD minőségű adások sugárzását is lehetővé teszi.

### Üzleti szolgáltatások

#### Telefon
- Vezetékes telefonszolgáltatás: hagyományos telefonszolgáltatás.
- IP-telefon: internetalapú telefonszolgáltatás alközponttal vagy alközpont nélkül.
- IP Center: digitális alközpont, extra funkciókkal, beruházás nélkül.
- Call Center: az Invitel által biztosított teljes körű telefonos ügyfélkiszolgálás.
- Üzleti Konferencia: konferenciabeszélgetések, egyszerre max. 15 résztvevővel, előzetes előjegyzés és speciális berendezések nélkül.
- Színes Számok: a szolgáltatással részben vagy egészben átvállalható a hívó fél költsége.
- Partner Számok: a szolgáltatással 0 Ft-os percdíj érhető el a leggyakrabban hívott partnerek esetében.
- Emelt díjas számok: a szolgáltatás tartalomszolgáltatások igénybevételét vagy pl. az élő telefonos játékokban való részvételt biztosítja.

#### Internet
- ADSL internet: telefonvonalon biztosított internetszolgáltatás, maximális sávszélesség 48 Mbit/s. Kiegészítő szolgáltatások: fix IP cím, domain-név regisztráció, karbantartás, Domain név server (DNS) szolgáltatás, további e-mail fiók és tárterület, további webes tárterület, AdatPartner MRTG (Multi Router Traffic Grapher), Wi-Fi router, NetPartner Filter.
- Optikai hálózaton keresztül nyújtott internet: gyors és megbízható kapcsolat, telefonvonal nélkül, optikai kábelen keresztül. Maximális sávszélesség: 82 Mbit/s. Kiegészítő szolgáltatások: fix IP cím, domain-név regisztráció, karbantartás, Domain név server (DNS) szolgáltatás, további e-mail fiók és tárterület, további webes tárterület, AdatPartner MRTG (Multi Router Traffic Grapher), Wi-Fi router, NetPartner Filter.
- Mobilinternet: vezeték nélkül, mobilhálózaton keresztül biztosított korlátlan internetkapcsolat fix havidíjért.
- Virtuális magánhálózat: sok telephelyes vállalatok számára optimalizált szolgáltatás, ami a különböző helyi hálózatokat kapcsolja össze egy adatkapcsolattal.[13]
- Bérelt vonali adatkapcsolat: közvetlen összeköttetést biztosít a telephelyek között.
- Bérelt vonali internet: közvetlen internet csatlakozás nagy megbízhatóságú, menedzselt, digitális bérelt vonalon.

#### Informatikai megoldások
- InviCloud: online megrendelhető, virtuális szerver szolgáltatás.[14]
- Szervervirtualizáció: igények alapján alakítható, szoftveresen megvalósított szerverszolgáltatás.
- Szerverbérlet: előfizethető szerver szolgáltatás havidíjas konstrukcióval.[15]
- Szerverelhelyezés: előfizethető, fix havidíjas szolgáltatás szerverek szerverparki elhelyezésére.
- Bérelhető IT-alkalmazások: havidíjas konstrukcióban igénybe vehető, jogtiszta informatikai alkalmazások 99,99%-os rendelkezésre állás mellett.
- Központi szerverfelügyelet és tűzfal: az Invitel által biztosított, folyamatos IT-rendszer monitorozás.
- Központi mentés: azonnal visszaállítható, központi szalagos mentés, hosszú távra.
- Központi tárhely: másodlagos tárterületen biztosított tárhely, amivel az adatvesztés kockázata minimálisra csökkenthető.
- Irodai és hálózati eszközök felügyelete: havidíjas konstrukcióban igénybe vehető, irodatechnikai szolgáltatás.
- Készenléti iroda: katasztrófa és vészhelyzet esetén igénybe vehető, teljes IT-infrastruktúrával rendelkező irodaterület.